# Veľká Domaša
Veľká Domaša  je víceúčelové vodní dílo, vodní nádrž, přehrada, v okrese Vranov nad Topľou na Slovensku. Nachází se v Ondavské vrchovině v údolí řeky Ondavy. Vodní nádrž Domaša se dvěma třetinami plochy rozkládá na území okresu Vranov nad Topľou, a jen severní část zasahuje do okresu Stropkov. Plocha nádrže je 14,22 km², délka 13,8 km, maximální šířka přibližně 3 km, maximální hloubka 25 m.
Výstavbou vodního díla byly s výjimkou některých staveb zatopeny vesnice Dobrá nad Ondavou, Kelča, Petejovce, Trepec, Velká Domaša, Valkov a část obcí Bžany a Turany nad Ondavou. Namísto Kelče vznikla Nová Kelča, která byla vybudována na břehu přehrady.

## Vodní režim
Přehrada byla vybudována na řece Ondavě v letech 1962–1967. Kvůli ročním srážkovým výkyvům a nerovnoměrným odběrům vody hladina v průběhu roku silně kolísá, což vyvolává podmáčení břehů s následnými sesuvy na přilehlých svazích, vážně poškozujícími hospodářské objekty, především cesty.

## Využití
Celá nádrž má velký vodohospodářský význam s polyfunkčním charakterem: regulace přítoku vody do Východoslovenské nížiny, zásobárna užitkové vody (výhledově i pitné vody) a využití na rekreační účely.

## Okolí
Pod přehradou byla vybudována malá vyrovnávací nádrž Malá Domaša.

## Galerie

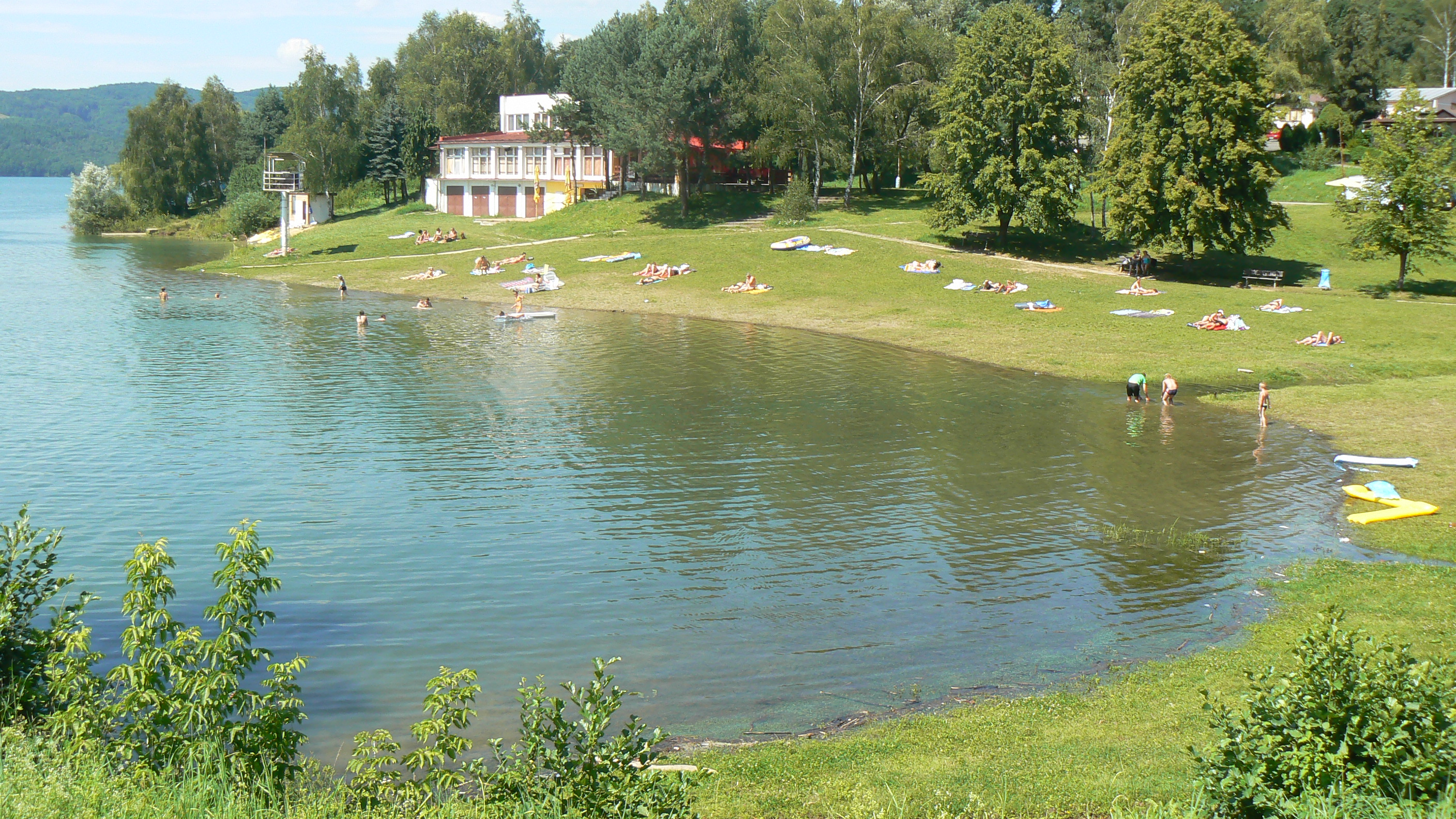
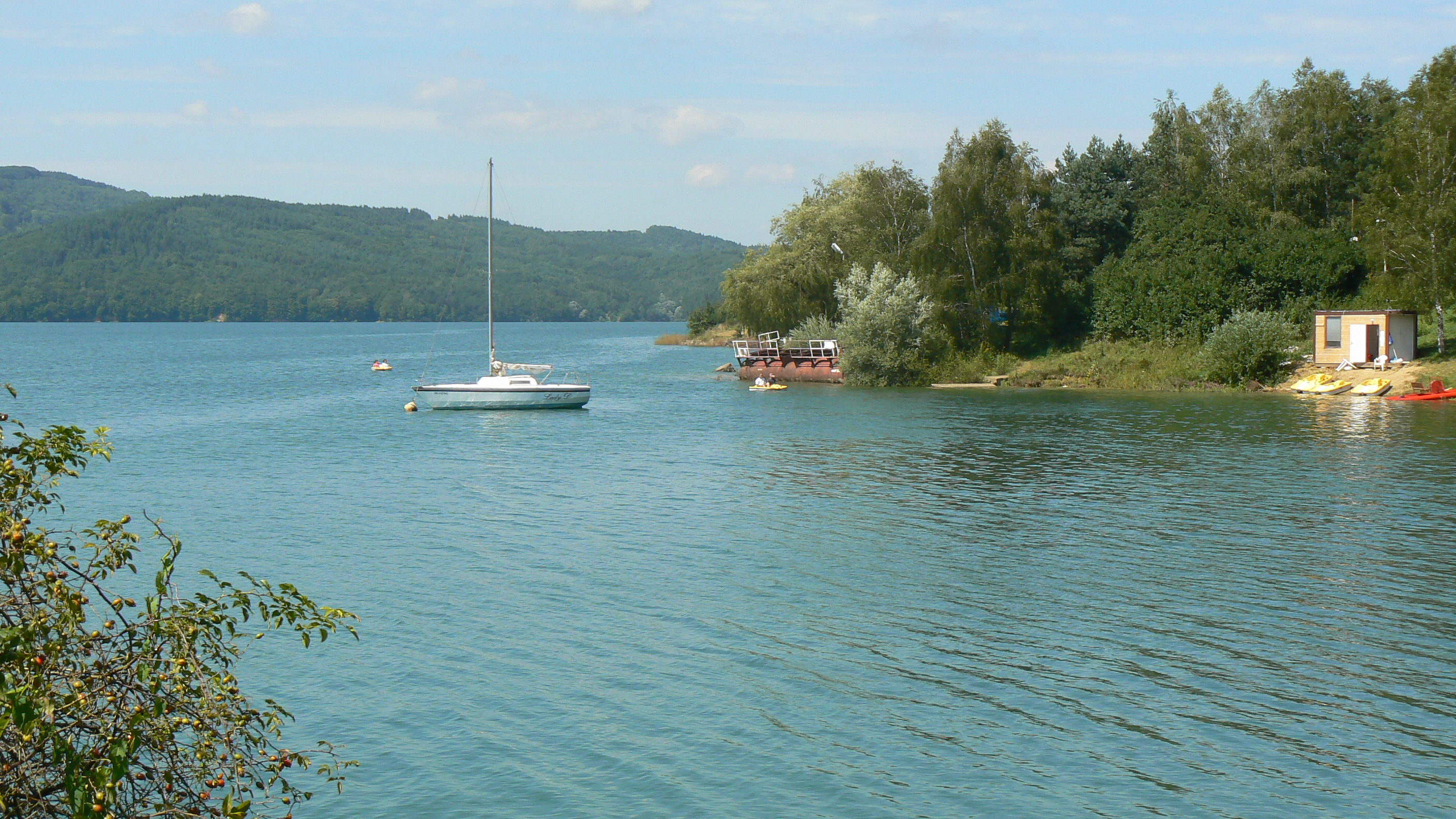
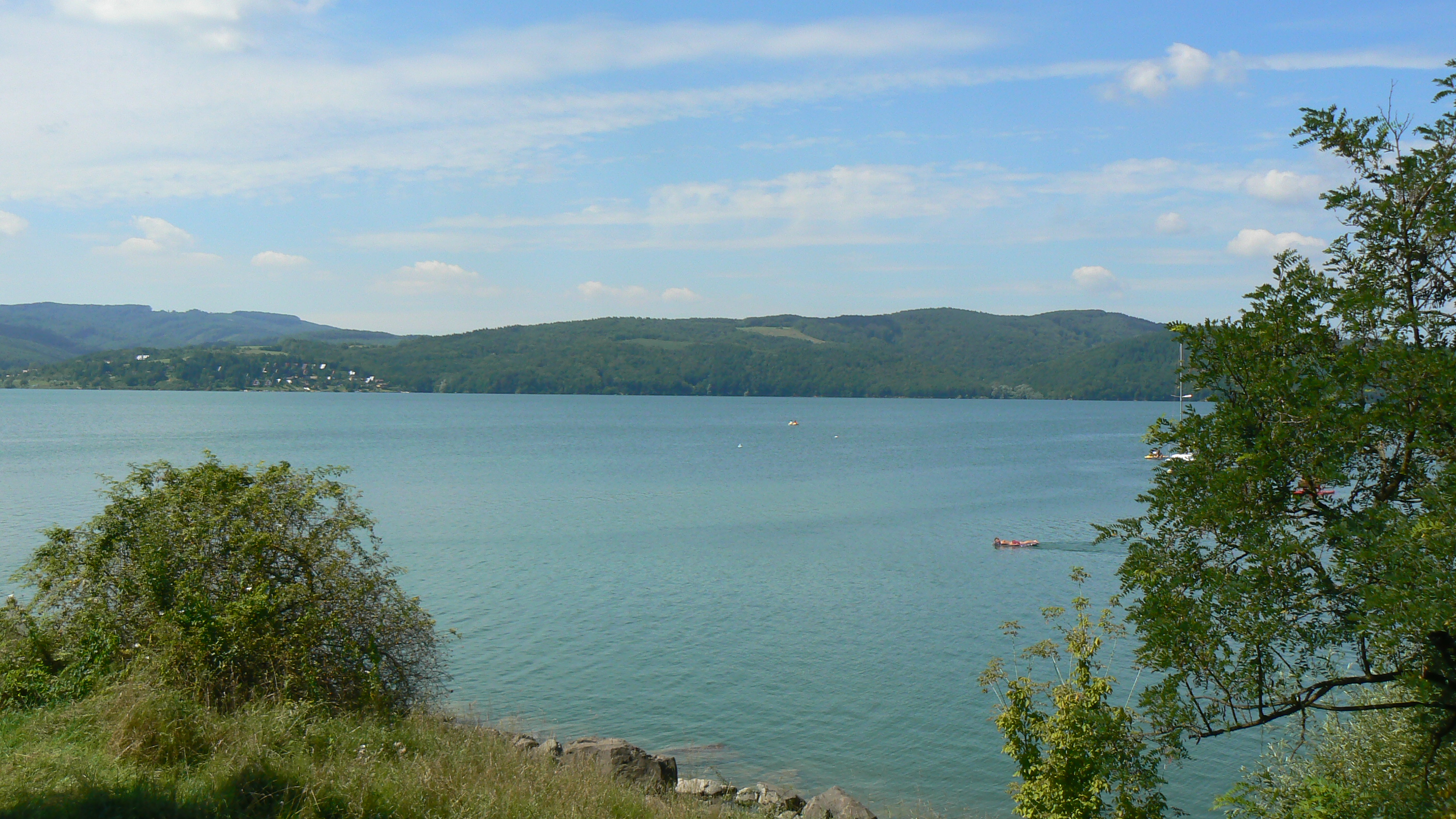